# 弗朗西斯·佩格马加博
弗朗西斯·佩格马加博（英語：Francis Pegahmagabow，/ˌpɛɡəməˈɡæboʊ/；1891年3月9日—1952年8月5日），加拿大第一民族士兵，曾獲軍功獎章以及兩枚勳扣，亦是一名政治家和社會運動參與者。他是加拿大軍事史中，所獲榮譽最高的原住民，而在第一次世界大戰中，他也是最為致命的狙擊手。他曾三度被授予軍功獎章和身負重傷，此外他也是一名射擊技術精良的神槍手（Marksman）和偵查兵。根據紀錄，弗朗西斯擊斃378和俘虜300名以上的德軍。弗朗西斯晚年時，曾擔任沃沙卡森第一民族首領和議員，同時也是第一民族內多個組織的領導者和社會運動參與者。弗朗西斯認識一些有名的原住民，例如佛瑞德·洛夫特、朱爾斯·蘇伊（Jules Sioui）、安德魯·包爾和約翰·托圖西斯等，彼此也會有書信上的往來。

## 早年生活
弗朗西斯·佩格马加博於1891年3月9日出生於現今加拿大安大略省諾貝爾的沙瓦納加第一民族保留區中。在奧傑布瓦語裡，弗朗西斯名為Binaaswi，意為吹過的風。他的父親名為麥可·佩格马加博（Michael Pegahmagabow），為佩里島第一民族（Parry Island First Nation）族人，母親則名為瑪莉·康定（Mary Contin），來自位於喬治亞灣北岸以北的亨維灣第一民族（Henvey Inlet First Nation）。弗朗西斯的父親在他3歲時就離世了，而弗朗西斯的母親更在其父離世後，丟下弗朗西斯自己回到亨維灣第一民族。後來一位叫做諾亞·尼比美尼夸（Noah Nebimanyquod）的長者，在沙瓦納加撫養弗朗西斯長大，並讓弗朗西斯學習狩獵、釣魚和傳統醫藥等傳統技術。弗朗西斯的信仰則混合了天主教和安尼希納貝族的傳統信仰。
1912年1月，帕里灣皇家檢察官（Parry Sound Crown attorney）華特·洛克伍德·海特（Walter Lockwood Haight）为弗朗西斯提供食宿，讓他能夠完成學業。他在12歲時離開學校，在伐木和釣魚的營地當工人，最後成為了一名海軍消防員。

## 軍旅生涯
隨著第一次世界大戰爆發，弗朗西斯在1914年8月自願加入加拿大遠征軍，儘管當時的加拿大政府對少數民族帶有歧見。弗朗西斯最初加入了第23加拿大團（北方先鋒）中，加入加拿大部隊後則被調往瓦爾卡捷加拿大軍事基地。弗朗西斯在基地時，把自己的軍用帳篷塗上了自己部族的圖章，一個帶有一頭鹿的傳統圖騰。1914年10月初，弗朗西斯隨著第1加拿大師第1加拿大步兵營，前往歐洲參與戰爭，成為第一支抵達歐洲參戰的加拿大部隊。他的戰友後來給他取了一個綽號：「佩吉（Peggy）」。
1915年4月，弗朗西斯參與了第二次伊珀爾戰役，德軍在這場戰役首度將氯氣投入西線戰場。在這場戰役中，弗朗西斯開始以狙擊手和偵查兵的身分累積自己的聲譽。戰役結束後，弗朗西斯晉升為准下士。弗朗西斯所屬的營單位，亦參與了1916年的索姆河戰役，而弗朗西斯的左腿在這場戰役中受傷。在第1營轉移至比利時前，弗朗西斯的腿傷正好痊癒。為表揚弗朗西斯在兩次戰役中的各個戰線間傳遞訊息，他獲得了一枚軍功獎章。弗朗西斯的長官—法蘭克·阿爾伯特·克雷頓（Frank Albert Creighton）中校，最初是為弗朗西斯申請級別較高的傑出行為獎章，稱弗朗西斯無視危險，並「忠實地執行任務」，但實際頒發下來的卻是等級較低的的軍功獎章。
1917年11月6日（或7日），弗朗西斯因為在第二次帕森达勒战役中的表現，獲得了一個軍功獎章勳扣。該戰役中，弗朗西斯所屬的第1營，受命在帕森达勒發動攻勢。當時已經晉升下士的弗朗西斯，將第1營側翼的各個單位串聯在一起，在戰鬥中具有重要作用。當第1營的增援迷路時，弗朗西斯會協助指引他們，以確保增援能夠抵達指定的戰線位置。
1918年8月30日，百日攻勢期間，德軍對阿普敦伍德（Upton Wood）附近的歐力士（Orix）戰壕發動進攻，包含弗朗西斯在內的協約國士兵成功擊退了德軍。當時，弗朗西斯連上的彈藥已經快要用罄，甚至有被敵軍包圍的可能。他無懼槍林彈雨，衝入無人區，帶回了足夠的彈藥，使自己的部隊能夠擊退大量德軍的攻擊。也因為上述的表現，他獲得了第二枚軍功獎章勳扣，此一殊榮僅有39名加拿大人獲得過。
第一次世界大戰在1918年11月告結，弗朗西斯則在1919年以傷退身分回到加拿大。他的軍旅生涯幾乎都奉獻給了第一次世界大戰，並享有技術高超的神射手之名。他使用負評四起的羅斯步槍，擊斃378名、俘獲超過300名德軍。當弗朗西斯退役時，他的軍階已經升為士官長，並取得一枚1914-15年之星獎章、一枚不列顛戰爭獎章，和一枚勝利獎章。

## 從政生涯

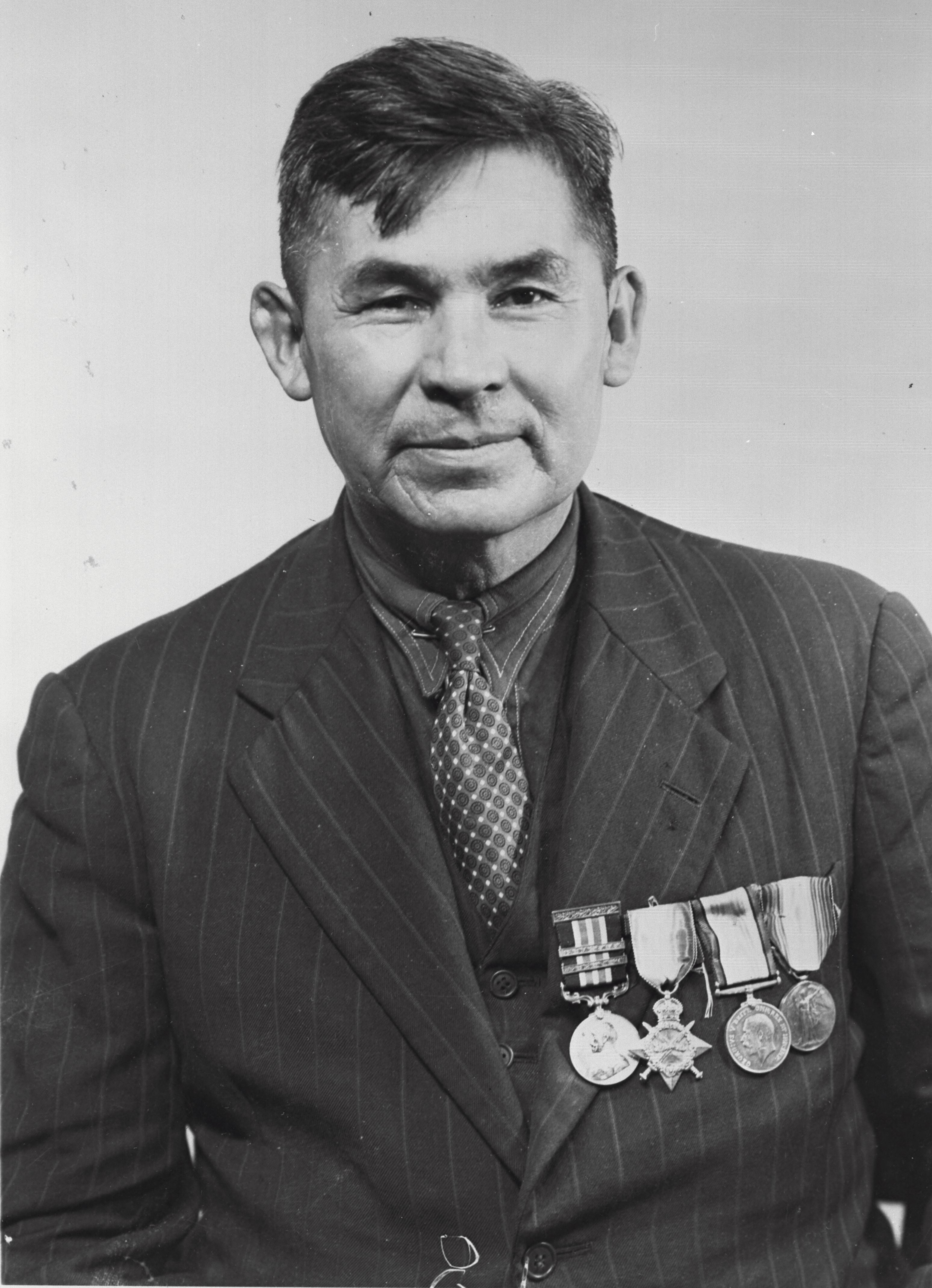
1945年時的弗朗西斯，當時他正前往渥太華，參加國家印地安政府（National Indian Government）成立的會議

回到加拿大後，弗朗西斯繼續作為民兵，以非永久活躍成員的身分，服役於北方先鋒（Northern Pioneers）、即後來的阿爾岡坤團中。1921年2月，弗朗西斯跟隨他的父親和祖父，被推選為佩里島部落首領。但等到正式上任後，他的一封信件卻引起部落內的分裂，而該封信件的內容要求將居住於保留區內的混血兒驅除出保留區。自1924年連任該職務後，由於部落內部的權力鬥爭，弗朗西斯在免去其職務的動案通過前，自己辭去了首領職務。十年後，弗朗西斯於1933年至1936年，被任命為當地的議會議員。1933年時，印地安事務部更改政策，禁止第一民族首領直接連絡該部。該部在1933年春天時，開始限制所有相關來訊，都必須透過印地安事務官。這賦予了事務官相當大的權力，同時也令弗朗西斯有點厭煩，因為他與自己的印地安事務官約翰·戴利（John Daly）並不合拍。曾經在第一次世界大戰服役的第一民族人，相當積極的參與政治活動。他們的足跡踏遍世界各地、在壕溝裡贏得軍中弟兄的尊重，更拒絕屈服於擴權後的印地安事務官。歷史學家保羅·威廉（Paul Williams）稱這些倡議者們「歸來的士兵首領」（Returned soldier chiefs），更特別點出一些特別活躍的人物，其中也包括了弗朗西斯。這種情形使得弗朗西斯與戴利的摩擦日益增加，最終導致弗朗西斯失去首領之職。戴利和其他印地安事務官與弗朗西斯的交涉相當失敗，根據弗朗西斯自己的說法，這是為了將族人從「白人的奴役」中解放出來。印地安事務官們給弗朗西斯貼上「有精神問題」的標籤，力圖將他與他的支持者給排除在外。
除了印地安議會（Indian council）中的權力鬥爭和反對印第安事務部外，弗朗西斯不斷對休倫人在喬治亞灣所擁有的島嶼引起爭議。當地的第一民族政府們宣稱這些島嶼歸屬自己，弗朗西斯與其他部落首領雖然試著要讓自己的主張獲得承認，但也都無疾而終。
第二次世界大戰期間，弗朗西斯在安大略省諾貝爾的彈藥工廠擔任守衛，同時也是當地民兵團的一位士官長。1943年時，弗朗西斯成為原住民獨立政府（Native Independent Government，一個早期的第一民族組織）的最高首領（Supreme Chief）。

## 家庭與產物
弗朗西斯婚後擁有6名子女，並在1952年逝世於佩里島保留區，享壽61歲。弗朗西斯是安大略省布蘭特福德伍德蘭中心印地安名人堂（Indian Hall of Fame at the Woodland Centre）的成員，在佩里灣的扶輪社和阿爾岡坤團健身步道（Rotary and Algonquin Regiment Fitness Trail）中，有一塊告示牌紀念弗朗西斯的生平和阿爾岡坤團。加拿大軍隊甚至將第3加拿大遊騎兵巡邏隊（3rd Canadian Ranger Patrol Group）在博登基地的總部，用弗朗西斯的名字命名以紀念他。
加拿大的記者阿德里安·海葉斯（Adrian Hayes）撰寫了一本弗朗西斯的傳記，名為《Pegahmagabow: Legendary Warrior, Forgotten Hero》，出版於2003年。而他在2009年以《Pegahmagabow: Life-Long Warrior》為書名，又出版了一本弗朗西斯的傳記。加拿大小說家約瑟夫·博登於2005年發表的小說《Three Day Road》，有一部分故事發想於弗朗西斯。小說的主角是虛構出來的，但跟弗朗西斯一樣在一戰時成為一名狙擊手，而弗朗西斯在小說中則是一名配角。
2016年6月21日加拿大全國原住民日時，在佩里灣中的喬治亞灣附近，樹立了一座弗朗西斯的紀念銅像。銅像的一隻手臂上有一隻老鷹，肩上掛著一把羅斯步槍，腳邊則有一隻馴鹿，象徵著弗朗西斯所屬的馴鹿家族。製作銅像的藝術家泰勒·福維爾（Tyler Fauvelle），花費了8個月和1年的時間，雕塑與鑄造這尊銅像。福維爾選擇在佩里灣樹立這尊銅像，而非沃沙卡森（Wasauksing），以接觸更多民眾並告訴他們第一民族對加拿大的貢獻。
2019年時，薩巴頓樂團釋出了一首名為《A Ghost in the Trenches》的歌，獻給了弗朗西斯。

### 獎項
- 他因在第二次伊珀爾戰役中，於費斯蒂貝爾（Festubert）和紀梵希（Givenchy）英勇的穿越火線，將重要訊息傳遞至後方，而獲得軍功勳章[1]
- 在帕森达勒戰役後獲得第一枚軍功勳章勳扣[1]
- 在斯卡爾普河戰役後獲得第二枚軍功勳章勳扣[1][11]
- 1914-15年之星獎章（英语：1914–15 Star）[4]
- 不列顛戰爭獎章（英语：British War Medal）[4]
- 勝利獎章（英语：Victory Medal (United Kingdom)）[4]

弗朗西斯的獎章和首領頭飾，在2003年由他的家人捐贈給加拿大戰爭博物館（Canadian War Museum），並在2010年的第一次世界大戰展覽中展出。在探究《Three Day Road》這本小說時，作家博登被問到，他是如何看待弗朗西斯未曾取得傑出行為獎章或維多利亞十字勳章等更高級的功勳一事。博登認為除了弗朗西斯的第一民族身分外，因為弗朗西斯在進行狙擊任務時沒有觀測手陪同，某些軍官們認為弗朗西斯狙殺的德軍數量有問題，他們同時也忌妒弗朗西斯所獲得的功績。

## 註腳
1. ↑  亦有其他來源稱其出生於1888年和1891年[3]

### 資料來源
1. 1 2 3 4 5 6 7 8 9 10 11 12 13 14 15 16  Veterans Affairs Canada 2010
2. 1 2 3  Brownlie 2003，第63頁
3. 1 2  Hayes 2003，第96頁.
4. 1 2 3 4 5 6 7 8 9 10  Koennecke 2008.
5. 1 2 3 4  Powers 2016.
6. ↑  Hayes 2003，第14頁
7. 1 2  CBC News. . CBC News. 2017-04-25  [2020-09-16]. （原始内容存档于2022-03-17）.
8. 1 2  Schmalz 1991，第301頁
9. ↑  Hayes 2005，第128頁
10. ↑  Hayes 2003，第31頁
11. 1 2  Bethune 2005
12. ↑  Pegler 2006，第139頁
13. 1 2 3  Brownlie 2003，第65頁
14. ↑  Brownlie 2003，第68頁
15. 1 2  Brownlie 2003，第ix頁
16. ↑  Brownlie 2003，第57頁
17. ↑  Brownlie 2003，第98頁
18. 1 2 3  Mackey 2003
19. ↑  Canadian Forces 2006
20. ↑  Drainie 2015.
21. ↑  Hele 2014.
22. 1 2  Wyile 2007，第225–237頁
23. ↑  .   [2021-01-16]. （原始内容存档于2020-11-27）.
24. ↑  Canadian War Museum 2003